# Experiment Zero
Experiment Zero è il terzo album in studio dei Man or Astro-man?, pubblicato nel 1996.

## Tracce
1. Stereo Phase Test - 1:04
2. Television Fission - 1:51
3. DNI - 2:14
4. Planet Collision - 2:19
5. Big Trak Attack - 2:11
6. 9 Volt - 2:30
7. Evil Plans of Planet Spectra - 2:00
8. Anoxia - 4:08
9. Maximum Radiation Level - 1:56
10. King of the Monsters - 2:21
11. Cyborg Control - 2:20
12. Test Driver (cover di Takeshi Terauchi) - 2:45
13. Television Man (cover dei Talking Heads) - 2:46
14. Z-X3 - 2:14
15. Principles Unknown - 3:07
16. The Space Alphabet (Bonus track della versione vinile) - 2:30